# Уильямс, Текс
Текс Уильямс (англ. Tex Williams, настоящее имя Со́лли Пол Уи́льямс
Sollie Paul Williams); 23 августа 1917, посёлок Рамси, Иллинойс, США — 11 октября 1985, Санта-Кларита,Калифорния, США) — американский певец, музыкант. Был знаменит своей манерой исполнения блюза. Его наиболее известная песня «Smoke! Smoke! Smoke! (That Cigarette)» удерживала первую позицию в чарте журнала Billboard в течение 6 недель в 1947 году, а также стала песней года по версии Hot Country Songs в том же году. Песня звучит на начальных титрах фильма Здесь курят.

## Жизнь и карьера
Уильямс начал свою карьеру в начале 1940-х в Калифорнии в сотрудничестве со Спейдом Кули, который предложил псевдоним Текс, созвучный со словом Техасец в английском языке. После расторжения контракта в 1946-м Уильямс собрал новую группу Western Caravan, в состав которой вошли несколько музыкантов, ушедших вместе с ним. Группа насчитывала больше 10 участников, но при этом удавалось взаимодействие всех инструментов: электрической, стил-гитары и бас-гитары, скрипки, аккордеона, трубы и других. Сначала был записан трек «The California Polka», а потом и ставшая популярной песня
«Smoke! Smoke! Smoke! (That Cigarette)», в создании которой помог друг Уильямса Мерл Тревис.
В начале 50-х популярность группы стала уменьшаться, а в 1956-м она распалась. Ульямс продолжал творчество, но больших успехов не достиг. Самой известной песней за последующий период была «The Night Miss Nancy Ann’s Hotel for Single Girls Burned Down», написанная в 1971-м Диком Феллером.
Последней радиопередачей Уильямса, была полуторачасовая беседа, записанная, когда он лежал в госпитале в Санта-Каролине. После смерти Уильмса, его друг Билл Ален, записавший разговор, запустил его полностью в эфир, без перерывов на рекламу, в память о своем друге и исполнителе.
Текс Уильмс умер от рака поджелудочной железы 11 октября 1985 года.

## Альбомы
| Год  | Альбом                             | US Country | Лэйбл    |
| ---- | ---------------------------------- | ---------- | -------- |
| 1955 | Country and Western Dance-O-Rama 5 |            | Decca    |
| 1960 | Smoke! Smoke! Smoke!               |            | Capitol  |
| 1962 | Country Music Time                 |            | Decca    |
| 1963 | Live in Las Vegas                  |            | Liberty  |
| 1966 | A Voice of Authority               |            | Imperial |
| 1966 | Two Sides of Tex Williams          | 26         | Boone    |
| 1971 | A Man Called Tex                   | 38         | Monument |
| 1974 | Those Lazy, Hazy Days              |            | Granite  |

## Синглы
| Год  | Название                                                         | Рейтинг    | Рейтинг | Альбом                    |
| Год  | Название                                                         | US Country | US      | Альбом                    |
| ---- | ---------------------------------------------------------------- | ---------- | ------- | ------------------------- |
| 1946 | «The California Polka»                                           | 4          |         | без альбома               |
| 1947 | «Smoke! Smoke! Smoke! (That Cigarette)»                          | 1          | 1       | без альбома               |
| 1947 | «That’s What I Like About the West»                              | 4          |         | без альбома               |
| 1947 | «Never Trust a Woman»                                            | 8          |         | без альбома               |
| 1948 | «Don’t Telephone — Don’t Telegraph (Tell a Woman)»               | 2          |         | без альбома               |
| 1948 | «Suspicion»                                                      | 4          |         | без альбома               |
| 1948 | «Banjo Polka»                                                    | 5          |         | без альбома               |
| 1948 | «Who? Me?»                                                       | 6          |         | без альбома               |
| 1948 | «Foolish Tears»                                                  | 15         |         | без альбома               |
| 1948 | «Talking Boogie»                                                 | 6          |         | без альбома               |
| 1948 | «Just a Pair of Blue Eyes»                                       | 13         |         | без альбома               |
| 1948 | «Life Gits Tee-Jus, Don’t It?»                                   | 5          | 27      | без альбома               |
| 1949 | «(There’s a) Bluebird On Your Windowsill»                        | 11         |         | без альбома               |
| 1965 | «Too Many Tigers»                                                | 26         |         | Two Sides of Tex Williams |
| 1965 | «Big Tennessee»                                                  | 30         |         | Two Sides of Tex Williams |
| 1966 | «Bottom of a Mountain»                                           | 18         |         | Two Sides of Tex Williams |
| 1966 | «First Step Down»                                                |            |         | без альбома               |
| 1966 | «Another Day, Another Dollar in the Hole»                        | 44         |         | без альбома               |
| 1967 | «Crazy Life»                                                     |            |         | без альбома               |
| 1967 | «Black Jack County»                                              | 57         |         | без альбома               |
| 1967 | «She’s Somebody Else’s Heartache Now»                            |            |         | без альбома               |
| 1968 | «Smoke, Smoke, Smoke — '68»                                      | 32         |         | без альбома               |
| 1968 | «Here’s to You and Me»                                           | 45         |         | без альбома               |
| 1968 | «Tail’s Been Waggin' the Dog»                                    |            |         | без альбома               |
| 1970 | «Big Oscar»                                                      |            |         | A Man Called Tex          |
| 1970 | «It Ain’t No Big Thing»                                          | 50         |         | A Man Called Tex          |
| 1971 | «The Night Miss Nancy Ann’s Hotel for Single Girls Burned Down»A | 29         |         | A Man Called Tex          |
| 1972 | «Everywhere I Go (He’s Already Been There)»                      | 67         |         | A Man Called Tex          |
| 1972 | «Glamour of the Night Life (Is Calling Me Again)»                |            |         | без альбома               |
| 1972 | «Tennessee Travelin'»                                            |            |         | без альбома               |
| 1972 | «Cynthia Ann»                                                    |            |         | без альбома               |
| 1974 | «Is This All You Hear (When a Heart Breaks)»                     |            |         | Those Lazy, Hazy Days     |
| 1974 | «Those Lazy, Hazy, Crazy Days of Summer»                         | 70         |         | Those Lazy, Hazy Days     |
| 1974 | «Bum Bum Bum»                                                    |            |         | Those Lazy, Hazy Days     |
| 1978 | «Make It Pretty for Me Baby»                                     |            |         | без альбома               |